# Suigu (gmina Are)
Suigu – wieś w Estonii, w prowincji Pärnu, w gminie Are.